# 小田島卓生
小田島 卓生（おだしま たくお、1967年10月8日 - ）は、東海テレビ放送のアナウンサー。

## 来歴・人物
岩手県北上市出身。岩手県立黒沢尻北高等学校、立教大学経済学部を卒業後、1991年入社。元フジテレビアナウンサーの中村江里子と読売テレビアナウンサーの三浦隆志は立教大学経済学部の同期である。
すっぴんテレビ・ぴーかんテレビ 元気がいいね!を降板後はスポーツを中心に活動している。
2019年8月8日 フジテレビONEの「SWALLOWS BASEBALL L!VE」を実況。（ヤクルト対中日戦）

## 現在の担当番組
- スポーツ実況（プロ野球・中日ドラゴンズ戦、名古屋ウィメンズマラソンなど）
  - 野球道 (フジテレビ系列)（全国ネット時のタイトル。ローカル中継では『DRAGONS BASEBALL L!VE（西暦）』）
  - 三重テレビナイター（三重テレビ）
  - J SPORTS STADIUM（J SPORTS、プロ野球中継が地上波の場合担当）
  - 東海ラジオガッツナイター - 東海テレビが実質的な筆頭株主である東海ラジオ放送との人材交流の一環。2023年から随時出演
  - 野球、陸上のほか、サッカーはJリーグ発足時から担当。東海テレビのフィギュアスケート担当でもある。逆に競馬はこの番組を以ち、バレーボールは担当しない。
- FNN Live News days（ローカルパート）
- FNN Live News α（ローカルパート）
- FNN東海テレニュース
- めざましテレビ（ローカルパート）
- めざましどようび（ローカルパート）
- すぽると!（ローカルパート）
- スイッチ!（ナレーション）
- ニュースONE（ナレーション）

## 過去の担当番組
- ぴーかんテレビ 元気がいいね!
- すっぴんテレビ
- グランパスExpress
- FNN東海テレビスーパーニュース（月曜日〜水曜日、中村昌秀アナウンサーの代役として出演）
- nikko am New Year Figure Japan Super Challenge（2007年1月4日、実況担当）
- 名古屋フィギュアスケートフェスティバル（2007年4月1日）他、スケートイベントを多く担当
- ぷれサタ!(土曜日:初代司会)
- オーシャンズTV(ナレーション)
- ドリーム競馬